# Norwegische Badmintonmeisterschaft 1954
Die Norwegische Badmintonmeisterschaft 1954 fand in Oslo statt. Es war die zehnte Austragung der nationalen Meisterschaften von Norwegen im Badminton.

## Titelträger
| Disziplin    | Sieger                             |
| ------------ | ---------------------------------- |
| Herreneinzel | Hans Sperre                        |
| Dameneinzel  | Randi Holand                       |
| Herrendoppel | Hans Gustav Myhre Per Corneliussen |
| Damendoppel  | Berit Guren Randi Holand           |
| Mixed        | Johan Elgaaen Berit Elgaaen        |